# Eonycteris robusta
Eonycteris robusta — вид рукокрилих, родини Криланових.

## Середовище проживання
Країни поширення: Філіппіни. Висотний діапазон поширення: від рівня моря до 1100 м, однак більшість знаходиться в низинах. Вона є найбільш поширеними в непорушених лісах, хоча можуть зустрічатися у вторинних лісах і деяких порушених територіях.

## Стиль життя
Видається, залежить від місць проживання в низовинних печерах.

## Загрози та охорона
Вирубка лісів і порушення печер, ймовірно, є основними загрозами для цього виду. На вид ймовірно, полюють в частинах ареалу, поряд з іншими видами, які спочивають в печерах, хоча немає ніяких прямих доказів цього. Зустрічається в охоронних районах, в яких існує номінальний захист відповідно до Закону, але виконання цього закону є слабким.